# Loai Taha
Loai Taha (en árabe: لؤي طه‎:  طه, en hebreo: לואי טאהא‎; nacido el 26 de noviembre de 1989) es un futbolista israelí de origen palestino que juega como defensa en el Hapoel Be'er Sheva y en la selección de Israel.

## Estadísticas de club
(Actualizadas en julio de 2019)
| Club                | Estación   | Liga        | Liga     | Liga  | Copa     | Copa  | Copa Toto | Copa Toto | Europa   | Europa | Total    | Total |
| Club                | Estación   | Liga        | Partidos | Goles | Partidos | Goles | Partidos  | Goles     | Partidos | Goles  | Partidos | Goles |
| ------------------- | ---------- | ----------- | -------- | ----- | -------- | ----- | --------- | --------- | -------- | ------ | -------- | ----- |
| Ahva Arraba         | 2007 –2008 | Liga Bet    | 2        | 0     | 1        | 0     | 0         | 0         | 0        | 0      | 3        | 0     |
| Hapoel Karmiel      | 2008       | Liga Bet    | 11       | 1     | 0        | 0     | 0         | 0         | 0        | 0      | 11       | 1     |
| Ahva Arraba         | 2008 –2009 | Liga Alef   | 15       | 0     | 0        | 0     | 0         | 0         | 0        | 0      | 15       | 0     |
| Ahva Arraba         | 2009 –2010 | Liga Leumit | 10       | 0     | 0        | 0     | 2         | 0         | 0        | 0      | 12       | 0     |
| F.C. Ashdod         | 2010 –2011 | Ligat Ha'Al | 1        | 0     | 0        | 0     | 3         | 0         | 0        | 0      | 4        | 0     |
| Hapoel Kfar Saba    | 2011       | Liga Leumit | 14       | 0     | 0        | 0     | 2         | 0         | 0        | 0      | 14       | 0     |
| Maccabi Umm al-Fahm | 2011 –2012 | Liga Leumit | 22       | 0     | 3        | 0     | 5         | 0         | 0        | 0      | 30       | 0     |
| Hapoel Ra'anana     | 2012 –2013 | Liga Leumit | 29       | 2     | 3        | 0     | 3         | 0         | 0        | 0      | 35       | 2     |
| Hapoel Ra'anana     | 2013 –2014 | Ligat Ha'Al | 16       | 0     | 0        | 0     | 0         | 0         | 0        | 0      | 16       | 0     |
| Hapoel Ra'anana     | 2014 –2015 | Ligat Ha'Al | 9        | 0     | 1        | 0     | 1         | 0         | 0        | 0      | 11       | 0     |
| Hapoel Be'er Sheva  | 2015       | Ligat Ha'Al | 8        | 0     | 2        | 0     | 0         | 0         | 0        | 0      | 11       | 0     |
| Hapoel Be'er Sheva  | 2015 –2016 | Ligat Ha'Al | 11       | 0     | 0        | 0     | 0         | 0         | 1        | 0      | 1        | 0     |
| Hapoel Be'er Sheva  | 2016-2017  | Ligat Ha'Al | 15       | 0     | -        | -     | 1         | 0         | 8        | 0      | 22       | 0     |
| Hapoel Be'er Sheva  | 2017-2018  | Ligat Ha'Al | 29       | 0     | -        | -     | 2         | 0         | 8        | 0      | 39       | 0     |
| Hapoel Be'er Sheva  | 2018-2019  | Ligat Ha'Al | 28       | 0     | -        | -     | 1         | 0         | 5        | 0      | 34       | 0     |
| Total               | Total      | Ligat Ha'Al | 220      | 3     | 10       | 0     | 20        | 0         | 22       | 0      | 272      | 3     |

## Títulos

### Club
Hapoel Be'er Sheva
- Liga Premier de Israel (3): 2015-16, 2016-17, 2017-18
- Supercopa de Israel (2): 2016, 2017
- Copa Toto Al (1): 2016-17
- Copa de Israel (1): 2019-20